# Ernest Augustus I de Hanovra
Ernest Augustus I (n. 5 iunie 1771, Greater London, Anglia, Regatul Marii Britanii – d. 18 noiembrie 1851, Hannover, Regatul Hanovra) a fost rege al Hanovrei din 1837 până în 1851 iar din 1799 Duce de Cumberland și Teviotdale. A fost al cincilea fiu și al optulea copil al regelui George al III-lea al Regatului Unit și al reginei Charlotte de Mecklenburg-Strelitz.

## Tinerețe

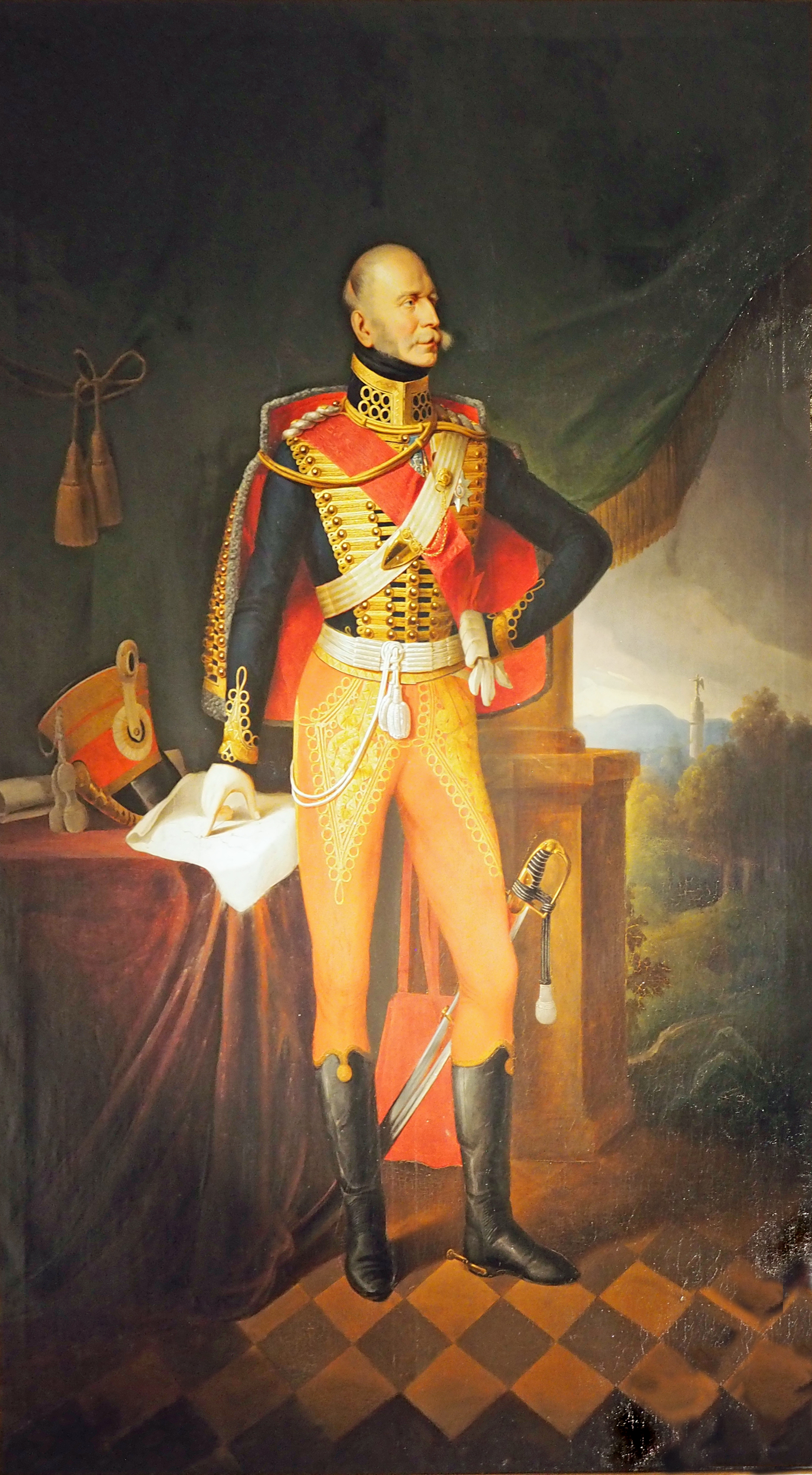
Prinţul Ernst Augustus

Prințul Ernest Augustus s-a născut la 5 iunie 1771 la Casa Buckingham, acum parte a Palatului Buckingham, Londra. Educația lui s-a făcut la palat. În 1786, la vârsta de 15 ani, împreună cu doi din frații lui mai mici, Adolphus (mai târziu, Duce de Cambridge) și Augustus (mai târziu, Duce de Sussex) au fost trimiși la Universitatea din Göttingen.
În 1790, Ernest i-a cerut tatălui său permisiunea de a se instrui cu forțele prusace. În loc de acest lucru, în ianuarie 1791, el și Prințul Adolphus au fost trimiși la Hanovra pentru a primi instruire militară sub supravegherea feldmareșalul Wilhelm von Freytag. Înainte de a pleca din Göttingen, Ernest a scris o scrisoare formală de mulțumire universității și a scris tatălui său: "Ar trebui să fiu unul dintre cele mai nerecunoscători bărbați dacă vreodată am să uit tot ce datorez Göttingen și profesorilor săi".
Prințul a servit în Țările de jos în Războiul Primei Coaliții sub comanda fratelui său mai mare Frederick, Duce de York. În august 1793 în apropiere de Valonia în timpul unei acțiuni a fost lovit la cap cu o sabie, alegându-se cu o cicatrice desfiguratoare. În timpul bătăliei de la Tourcoing în nordul Franței, la 18 mai 1794, a fost rănit la brațul stâng de o ghiulea care a trecut aproape de el. În zilele de după bătălie, a orbit la ochiul stâng. În iunie, a fost trimis în Marea Britanie pentru a se vindeca, prima sa ședere în Marea Britanie din 1786.
La 29 august 1799 George al III-lea a acordat fiului său Prințul Ernest Augustus titlu de Duce de Cumberland și conte de Armagh.
La 29 mai 1815 s-a căsătorit cu verișoara sa primară Prințesa Frederica de Mecklenburg-Strelitz, fiica lui Carol al  II-lea, Mare Duce de Mecklenburg. Până în 1815, Frederica era văduvă atât a Prințului Louis al Prusiei cât și a Prințului Frederick von Solms-Braunfels. Ernest și Frederica s-au îndrăgostit în 1813 iar al doilea soț al Fredericăi a fost de acord cu divorțul însă a murit în 1814 înainte de pronunțarea divorțului. Mama lui Ernst Augustus, regina Charlotte s-a opus acestei căsătorii chiar dacă viitoarea noră îi era și nepoată. Regina Charlotte a refuzat să participe la nuntă și și-a sfătuit fiul să trăiască cu Ducesa în afara Angliei. Cuplul a avut trei copii însă doar un singur copil a supraviețuit, George V.

## Rege al Hanovrei
La 20 iunie 1837, la moartea regelui William al IV-lea tronul Regatului Unit a trecut următorului moștenitor legitim, Ducelui de Kent (al patrulea fiu al regelui George al III-lea) și deci a singurului copil al Prințului Eduard, Prințesa Victoria. Totuși, în Hanovra se aplica legea salică care cerea un moștenitor pe linie masculină. Prin urmare, Ducele de Cumberland (al cincilea fiu al regelui George al III-lea) a devenit rege al Hanovrei. Casa regală de Hanovra și a Regatului Unit au fost separate.